# 新見市立刑部小学校
新見市立刑部小学校（にいみしりつ おさかべ しょうがっこう）は、岡山県新見市大佐永富にある公立小学校。

## 沿革
- 1870年 - 山田方谷が刑部塾を創立
- 1873年5月 - 旧領主水谷弥之助知行所を校舎に矢矧小学校を開校
- 1880年 - 矢削小学校と改称
- 1890年4月 - 尋常刑部小学校と改称
- 1908年4月 - 現在地に移転し刑部尋常高等小学校と改称
- 1941年4月 - 刑部国民学校と改称
- 1947年4月 - 刑部町立刑部小学校と改称
- 1955年2月11日 - 大佐町立刑部小学校と改称
- 2005年3月31日 - 新見市との合併により新見市立刑部小学校と改称。
- 2005年4月1日 - 新見市立大井野小学校、新見市立淳和小学校を統合
- 2006年4月1日 - 新見市立布瀬小学校を統合
- 2015年4月1日 - 新見市立田治部小学校を統合

## 進路
- 卒業生の大半は新見市立大佐中学校へ進学する。